# یواس‌اس اس‌پی-۹۱۲
یواس‌اس اس‌پی-۹۱۲ (به انگلیسی: USS SP-912) یک کشتی بود که طول آن ۷۵٫۶ فوت (۲۳٫۰ متر) بود. این کشتی در سال ۱۹۱۶ ساخته شد.